# Levavi

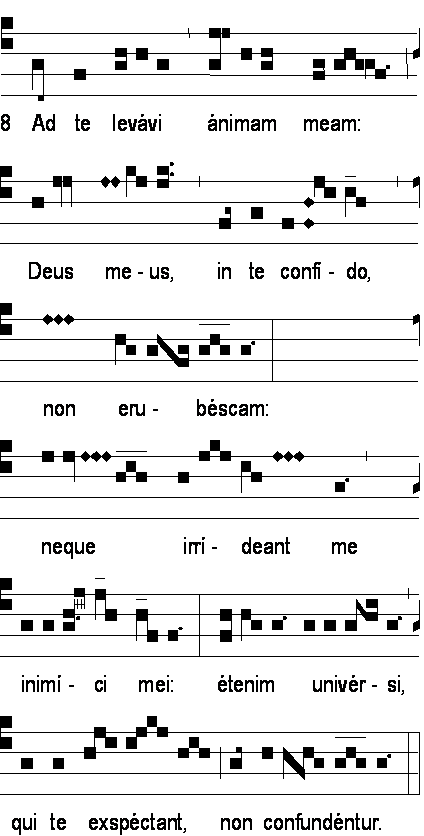
Introit Ad te levavi

Levavi of Ad te levavi is een gregoriaans introïtusgezang voor de mis van de eerste zondag van de Advent.

## Tekst
De tekst van het gezang is ontleend aan Psalm 25:1-4. Er wordt gedacht aan de verwachting van de terugkomst van de Messias.
| Latijn | Nederlands |
| --- | --- |
| Ad te levavi animam meam, Deus meus, in te confido, non erubescam. Neque irrideant me inimici mei, etenim universi qui te exspectant non confundentur. Vias tuas, Domine, demonstra mihi: et semitas tuas edoce me. | Tot U heb ik mijn ziel opgeheven; mijn God, op U vertrouw ik, ik zal niet beschaamd worden. Laten mijn vijanden mij niet bespotten, want al wie U verwacht, zal niet worden teleurgesteld. Wijs mij, Heer Uw wegen en leer mij Uw paden kennen. |